# 遊佐駅
遊佐駅（ゆざえき）は、山形県飽海郡遊佐町遊佐字石田にある、東日本旅客鉄道（JR東日本）羽越本線の駅である。
特急「いなほ」、臨時快速「海里」が停車する。

## 歴史

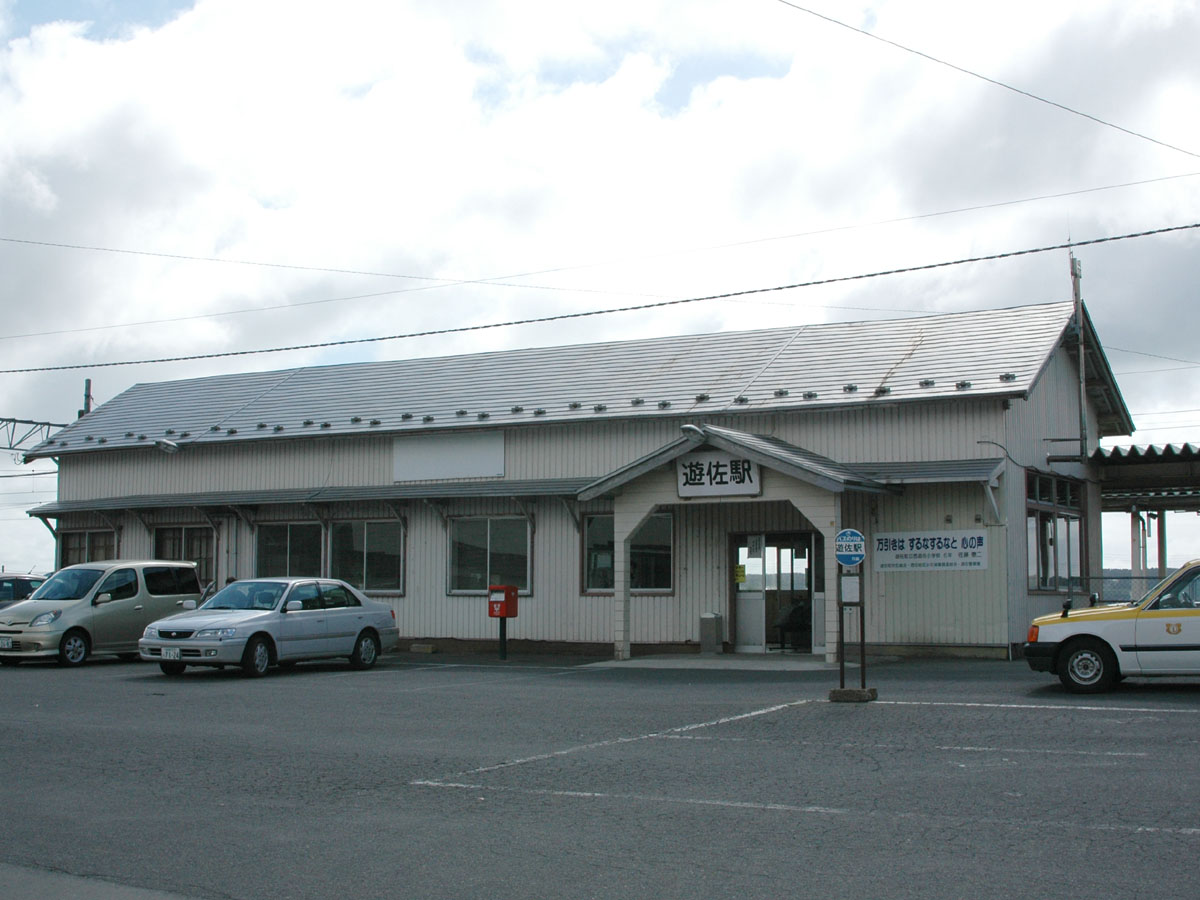
旧駅舎（2007年5月）

- 1919年（大正8年）12月5日：開業[2][3]。一般駅[2]。
- 1978年（昭和53年）9月20日：貨物の取り扱いを廃止[2]。
- 1984年（昭和59年）3月19日：直営駅から業務委託駅となる[3][4]。
- 1986年（昭和61年）11月1日：駅員無配置駅となり[5]、簡易委託化[6]。
- 1987年（昭和62年）4月1日：国鉄分割民営化により、JR東日本の駅となる[2]。
- 2007年（平成19年）8月：新駅舎建設に伴い、仮駅舎となる。
- 2008年（平成20年）
  - 3月1日：新駅舎での営業を開始[3][7]。
  - 3月31日：駅舎との複合施設である遊佐元町地域交流センターが開業[8]。
- 2010年（平成22年）4月1日：象潟駅から羽後本荘駅に管理駅が変更となる。
- 2024年（令和6年）10月1日：えきねっとQチケのサービスを開始[1][9]。

## 駅構造
単式ホーム1面1線と島式ホーム1面2線、計2面3線のホームを有する地上駅である。互いのホームは跨線橋で連絡している。
羽後本荘駅管理の簡易委託駅（改札業務実施駅）である。JR全線の乗車券・特急券を発売するほか、ビジネスえきねっとにて指定券の発売もしている。
2008年（平成20年）に遊佐町のコミュニティ施設との合築駅舎に建て替えられ、駅機能部分のみ3月1日より先行して供用開始したのち、3月31日に「遊佐元町地域交流センター」（愛称・ゆざっとプラザ）として全面開業した。鉄骨造り2階建て駅舎の1階に駅施設とNPO法人遊佐鳥海観光協会、町シルバー人材センターなどが、2階には遊佐町商工会などが入居している。

### のりば
| 番線 | 路線      | 方向 | 行先               |
| ---- | --------- | ---- | ------------------ |
| 1    | ■羽越本線 | 上り | 酒田方面           |
| 2    | ■羽越本線 | 下り | 秋田方面（待避線） |
| 3    | ■羽越本線 | 下り | 秋田方面           |

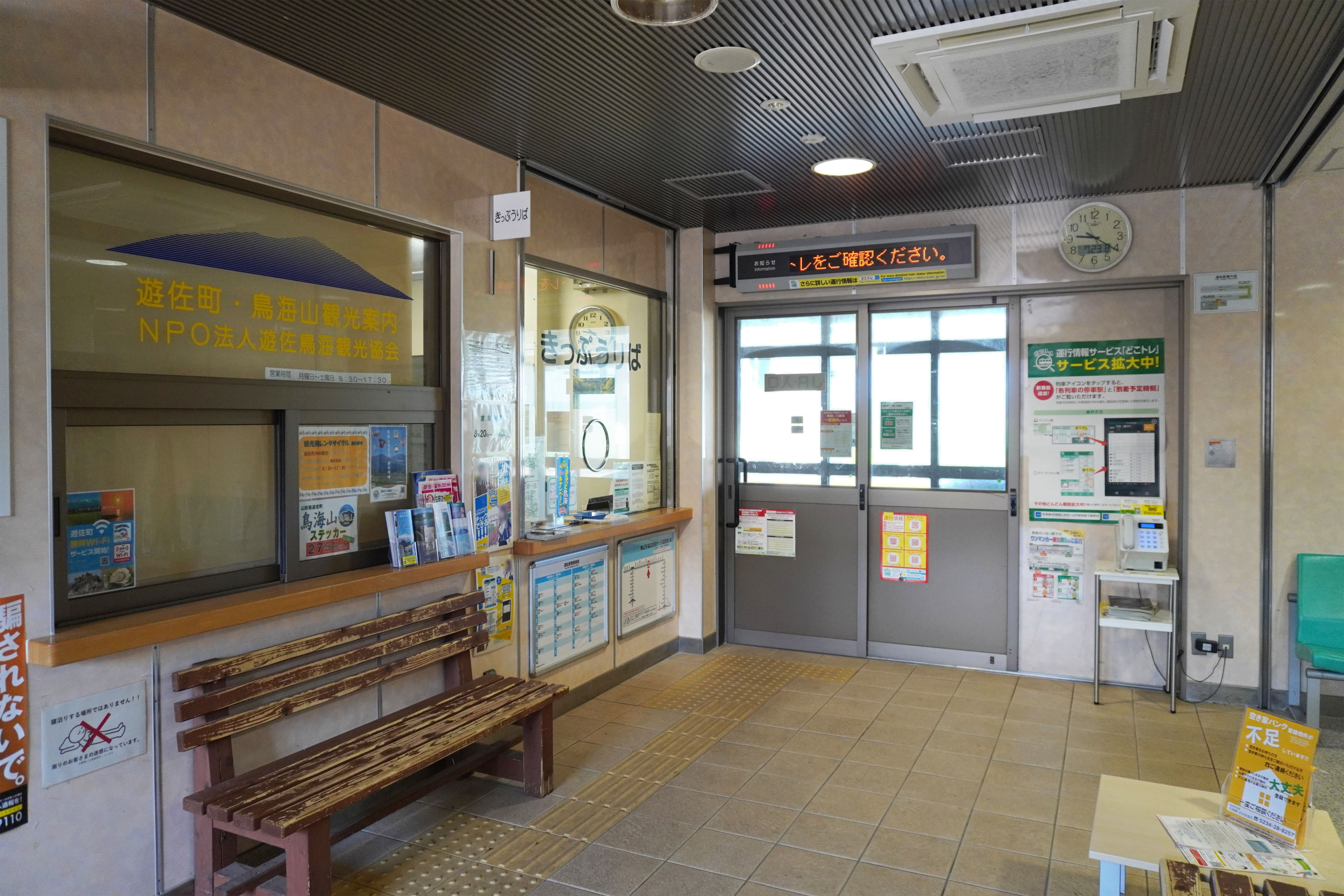
改札口（2023年7月）
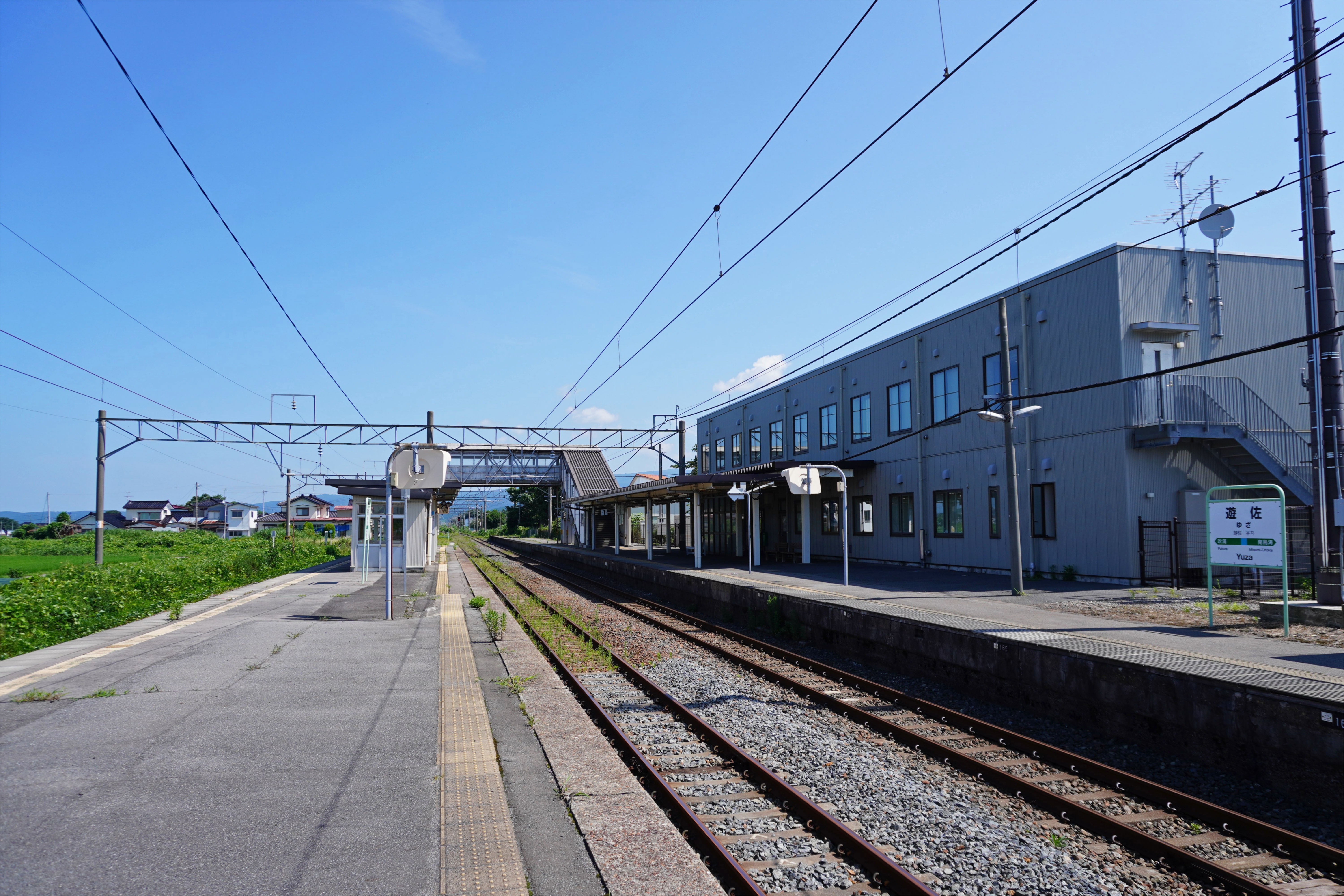
ホーム（2023年7月）

## 利用状況
JR東日本によると、2023年度（令和5年度）の1日平均乗車人員は107人である。
2000年度（平成12年度）以降の推移は以下のとおりである。
| 1日平均乗車人員推移 | 1日平均乗車人員推移 | 1日平均乗車人員推移 | 1日平均乗車人員推移 | 1日平均乗車人員推移 |
| 年度                | 定期外              | 定期                | 合計                | 出典                |
| ------------------- | ------------------- | ------------------- | ------------------- | ------------------- |
| 2000年（平成12年）  |                     |                     | 314                 | [ 利用客数 2 ]      |
| 2001年（平成13年）  |                     |                     | 309                 | [ 利用客数 3 ]      |
| 2002年（平成14年）  |                     |                     | 310                 | [ 利用客数 4 ]      |
| 2003年（平成15年）  |                     |                     | 299                 | [ 利用客数 5 ]      |
| 2004年（平成16年）  |                     |                     | 302                 | [ 利用客数 6 ]      |
| 2005年（平成17年）  |                     |                     | 291                 | [ 利用客数 7 ]      |
| 2006年（平成18年）  |                     |                     | 276                 | [ 利用客数 8 ]      |
| 2007年（平成19年）  |                     |                     | 261                 | [ 利用客数 9 ]      |
| 2008年（平成20年）  |                     |                     | 254                 | [ 利用客数 10 ]     |
| 2009年（平成21年）  |                     |                     | 262                 | [ 利用客数 11 ]     |
| 2010年（平成22年）  |                     |                     | 247                 | [ 利用客数 12 ]     |
| 2011年（平成23年）  |                     |                     | 237                 | [ 利用客数 13 ]     |
| 2012年（平成24年）  | 46                  | 182                 | 229                 | [ 利用客数 14 ]     |
| 2013年（平成25年）  | 47                  | 170                 | 218                 | [ 利用客数 15 ]     |
| 2014年（平成26年）  | 43                  | 147                 | 190                 | [ 利用客数 16 ]     |
| 2015年（平成27年）  | 42                  | 157                 | 199                 | [ 利用客数 17 ]     |
| 2016年（平成28年）  | 43                  | 158                 | 202                 | [ 利用客数 18 ]     |
| 2017年（平成29年）  | 41                  | 139                 | 180                 | [ 利用客数 19 ]     |
| 2018年（平成30年）  | 40                  | 128                 | 169                 | [ 利用客数 20 ]     |
| 2019年（令和元年）  | 36                  | 114                 | 150                 | [ 利用客数 21 ]     |
| 2020年（令和02年）  | 18                  | 96                  | 115                 | [ 利用客数 22 ]     |
| 2021年（令和03年）  | 18                  | 91                  | 109                 | [ 利用客数 23 ]     |
| 2022年（令和04年）  | 22                  | 83                  | 106                 | [ 利用客数 24 ]     |
| 2023年（令和05年）  | 25                  | 82                  | 107                 | [ 利用客数 1 ]      |

## 駅周辺
- 遊佐町役場
- 遊佐郵便局
- 国道345号
- 山形県立遊佐高等学校
- 酒田警察署遊佐交番
- ホームセンタームサシ遊佐店
- 庄内みどり農業協同組合遊佐支所
- 荘内銀行遊佐支店
- きらやか銀行遊佐支店(遊佐駅前支店、遊佐支店吹浦出張所、観音寺支店がブランチインブランチとなっている)
- 遊佐町営バス「遊佐駅前」停留所

## 隣の駅
※特急「いなほ」の隣の停車駅は列車記事を参照のこと。
東日本旅客鉄道（JR東日本）
■羽越本線
南鳥海駅 - 遊佐駅 - 吹浦駅

### 記事本文
1. 1 2 3 4  「駅の情報（遊佐駅）：JR東日本」東日本旅客鉄道。2024年8月27日時点のオリジナルよりアーカイブ。2024年9月11日閲覧。
2. 1 2 3 4 5  石野哲 編『停車場変遷大事典 国鉄・JR編』 II（初版）、JTB、1998年10月1日、563頁。ISBN 978-4-533-02980-6。
3. 1 2 3  「山形県の鉄道輸送 (PDF)」『山形県』山形県鉄道利用・整備強化促進期成同盟会、2024年6月、53頁。2025年4月8日閲覧。
4. ↑  「四駅業務を全面委託 秋鉄の営業体制近代化進む」『交通新聞』交通協力会、1984年3月27日、1面。
5. ↑  「通報 ●飯田線三河川合駅ほか186駅の駅員無配置について（旅客局）」『鉄道公報号外』日本国有鉄道総裁室文書課、1986年10月30日、12面。
6. ↑  「22駅の業務近代化 秋鉄、11月から簡易委託へ」『交通新聞』交通協力会、1986年5月28日、1面。
7. ↑  「遊佐町 ゆざ元町地域交流センターの工事がほぼ完了 あす3月1日から駅機能が利用可能に」『山形新聞』山形新聞社、2008年2月29日、朝刊、20面。
8. 1 2 3  「遊佐町 ゆざ元町地域交流センターが完成 「新しいまちづくりの拠点に」」『山形新聞』山形新聞社、2008年4月1日、朝刊、27面。
9. ↑  「Suicaエリア外もチケットレスで! 東北エリアから「えきねっとQチケ」がはじまります (PDF)」（プレスリリース）、東日本旅客鉄道、2024年7月11日。2024年8月11日閲覧。
10. 1 2 3  「JR東日本：駅構内図・バリアフリー情報（遊佐駅）」東日本旅客鉄道。2024年5月2日閲覧。

### 利用状況
1. 1 2  「各駅の乗車人員 2023年度 101位以下（8）| 企業サイト：JR東日本」東日本旅客鉄道。2025年7月24日閲覧。
2. ↑  「JR東日本：各駅の乗車人員（2000年度）」東日本旅客鉄道。2025年7月24日閲覧。
3. ↑  「JR東日本：各駅の乗車人員（2001年度）」東日本旅客鉄道。2025年7月24日閲覧。
4. ↑  「JR東日本：各駅の乗車人員（2002年度）」東日本旅客鉄道。2025年7月24日閲覧。
5. ↑  「JR東日本：各駅の乗車人員（2003年度）」東日本旅客鉄道。2025年7月24日閲覧。
6. ↑  「JR東日本：各駅の乗車人員（2004年度）」東日本旅客鉄道。2025年7月24日閲覧。
7. ↑  「JR東日本：各駅の乗車人員（2005年度）」東日本旅客鉄道。2025年7月24日閲覧。
8. ↑  「JR東日本：各駅の乗車人員（2006年度）」東日本旅客鉄道。2025年7月24日閲覧。
9. ↑  「JR東日本：各駅の乗車人員（2007年度）」東日本旅客鉄道。2025年7月24日閲覧。
10. ↑  「JR東日本：各駅の乗車人員（2008年度）」東日本旅客鉄道。2025年7月24日閲覧。
11. ↑  「JR東日本：各駅の乗車人員（2009年度）」東日本旅客鉄道。2025年7月24日閲覧。
12. ↑  「JR東日本：各駅の乗車人員（2010年度）」東日本旅客鉄道。2025年7月24日閲覧。
13. ↑  「JR東日本：各駅の乗車人員（2011年度）」東日本旅客鉄道。2025年7月24日閲覧。
14. ↑  「JR東日本：各駅の乗車人員（2012年度）」東日本旅客鉄道。2025年7月24日閲覧。
15. ↑  「各駅の乗車人員 2013年度 ベスト100以外（8）：JR東日本」東日本旅客鉄道。2025年7月24日閲覧。
16. ↑  「各駅の乗車人員 2014年度 ベスト100以外（8）：JR東日本」東日本旅客鉄道。2025年7月24日閲覧。
17. ↑  「各駅の乗車人員 2015年度 ベスト100以外（8）：JR東日本」東日本旅客鉄道。2025年7月24日閲覧。
18. ↑  「各駅の乗車人員 2016年度 ベスト100以外（8）：JR東日本」東日本旅客鉄道。2025年7月24日閲覧。
19. ↑  「各駅の乗車人員 2017年度 ベスト100以外（8）：JR東日本」東日本旅客鉄道。2025年7月24日閲覧。
20. ↑  「各駅の乗車人員 2018年度 ベスト100以外（8）：JR東日本」東日本旅客鉄道。2025年7月24日閲覧。
21. ↑  「各駅の乗車人員 2019年度 ベスト100以外（8）：JR東日本」東日本旅客鉄道。2025年7月24日閲覧。
22. ↑  「各駅の乗車人員 2020年度 101位以下（8）| 企業サイト：JR東日本」東日本旅客鉄道。2025年7月24日閲覧。
23. ↑  「各駅の乗車人員 2021年度 101位以下（8）| 企業サイト：JR東日本」東日本旅客鉄道。2025年7月24日閲覧。
24. ↑  「各駅の乗車人員 2022年度 101位以下（8）| 企業サイト：JR東日本」東日本旅客鉄道。2025年7月24日閲覧。